# نیروگاه برق آبی نیلوم–جهلوم
نیروگاه برق آبی نیلوم-جهلوم (به انگلیسی: Neelum–Jhelum Hydropower Plant) یک سد در پاکستان است که در مظفرآباد واقع شده‌است.